# Макдональд, Патрик (кёрлингист)
Па́трик Макдо́нальд (англ. Patrick McDonald; род. 9 июня 1967, Лос-Гатос, Калифорния) — американский кёрлингист, участник сборной США по кёрлингу на колясках на зимних Паралимпийских играх 2010 и зимних Паралимпийских играх 2014.
Играет на позиции четвёртого. Скип команды.

## Команды
| Сезон | Четвёртый         | Третий       | Второй        | Первый                | Запасной                             | Турниры            |
| ----- | ----------------- | ------------ | ------------- | --------------------- | ------------------------------------ | ------------------ |
| 2009  | Augusto J. Perez  | James Pierce | Джеймс Джозеф | Jacqueline Kapinowski | Патрик Макдональд тренер: Стив Браун | ЧМК 2009 (4 место) |
| 2010  | Augusto J. Perez  | James Pierce | Джеймс Джозеф | Jacqueline Kapinowski | Патрик Макдональд тренер: Стив Браун | ЗПИ 2010 (4 место) |
| 2012  | Патрик Макдональд | Дэвид Палмер | Джеймс Джозеф | Пенни Грили           | Timothy Kelly тренер: Стив Браун     | ЧМК 2012 (5 место) |
| 2013  | Патрик Макдональд | Дэвид Палмер | Джеймс Джозеф | Пенни Грили           | Меган Лино тренер: Стив Браун        | ЧМК 2013 (4 место) |
| 2014  | Патрик Макдональд | Дэвид Палмер | Джеймс Джозеф | Пенни Грили           | Меган Лино тренер: Стив Браун        | ЗПИ 2014 (5 место) |
| 2015  | Патрик Макдональд | Стивен Эмт   | Джеймс Джозеф | Пенни Грили           | Меган Лино тренер: Стив Браун        | ЧМК 2015 (5 место) |
| 2016  | Патрик Макдональд | Стивен Эмт   | Джеймс Джозеф | Пенни Грили           | Justin Marshall тренер: Стив Браун   | ЧМК 2016 (6 место) |

(скипы выделены полужирным шрифтом)